# شوفينية
الشوفينية (بالإنجليزية:  chauvinism)‏  هي الاعتقاد المغالي والتعصب للوطن والقومية والعنجهية في التعامل مع خلافه، وتعبر عن غياب رزانة العقل والإستحكام في التحزب لمجموعة ينتمي إليها الشخص والتفاني في التحيز لها؛ وخاصّة عندما يقترن الاعتقاد أو التحزب بالحط من شأن جماعات نظيرة والتحامل عليها، وتفيد معنى التعصب الأعمى. الشوفينية امتداد طبيعي للنزعة القومية، فالفخر القومي عندما يتجاوز حدوده يقود إلى الاستعلاء والنظرة الدونية للشعوب والقوميات الأخرى.

## أصل الكلمة

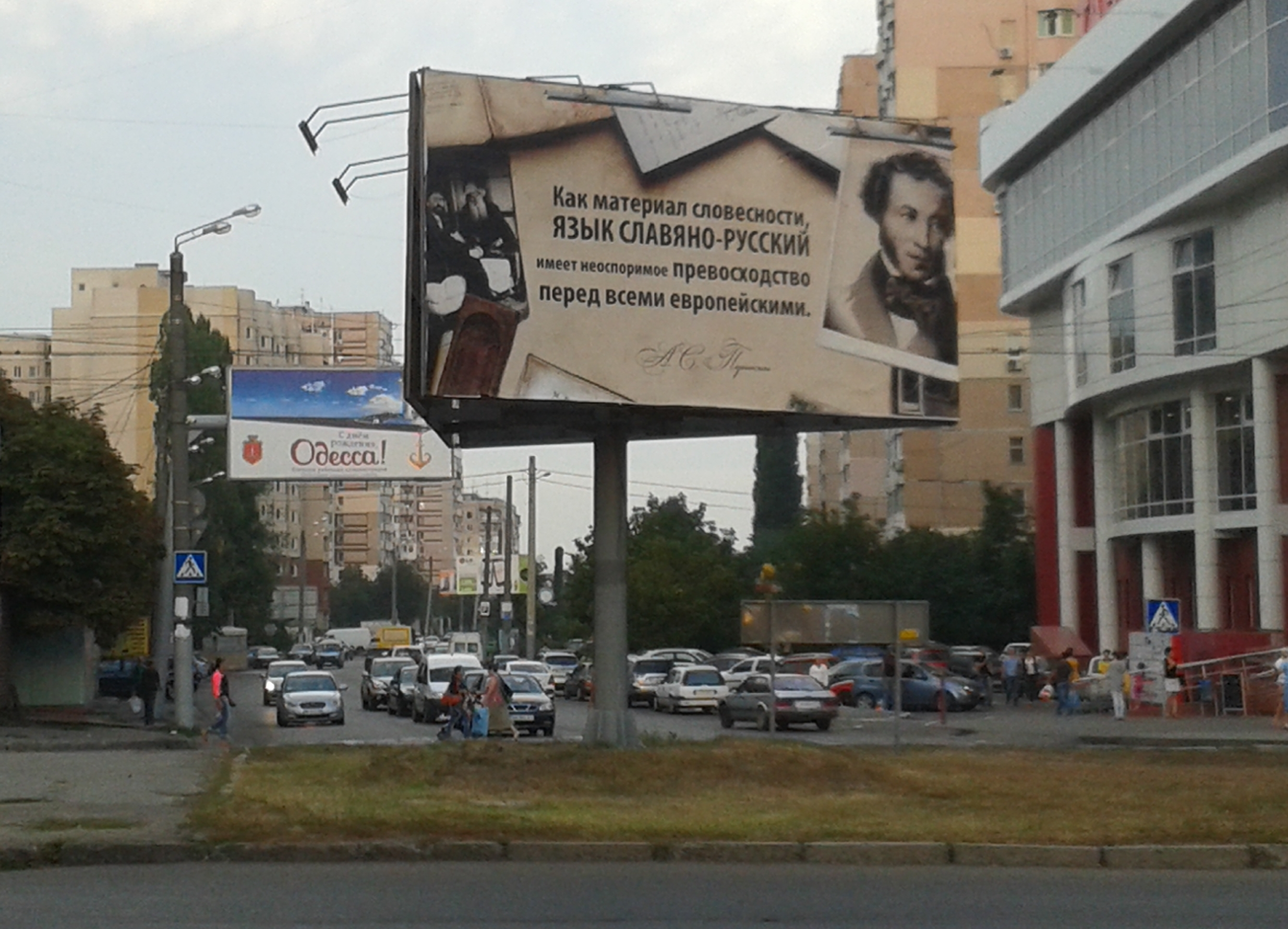

للكلمة (بالإنجليزية:  chauvinism)‏ في مدلولها الأصلي معنى الوطنية المفرطة، الغيورة والعدائية، والإعجاب الحصري لدى الشخص بوطنه والحمية العمياء للمجد العسكري، والاعتقاد المتحمس بأن وطنه أفضل الأوطان وأمته فوق كل الأمم، وينسب اللفظ إلى جندي فرنسي أسطوري اسمه نيكولا شوفان، شديد الغيرة على فرنسا ومتفاني في القتال في جيش الجمهورية (جيش نابليون) في حروبه دونما التفات أو شك بحصافته، أو مساءلة لجدارة قضيته، فقُصد بها الإشارة إلى التفاني الأعمى للجندي المتحمس والمتزمت بعنجهية برأيه بقضية. أشاع التسمية مسرحية هزلية للأخوان كونيارد (en:Cogniard brothers) اسمها (بالفرنسية: La Cocarde tricolore)‏ (الشريط ذو الألوان الثلاثة) وفيها دور نيكولاس شوفان ملهم بالوطنية المفرطة.
بالتبعية أضحى للمصطلح في الوقت الحاضر دلالات تتضمن التحيز المفرط واللاعقلاني للجماعة التي ينتمي إليها الفرد، وخاصة عندما يتضمن التحزب الحقد والكراهية تجاه الجماعات المنافسة. مثل الشوفينية الوطنية والقومية واللغوية، ويستخدم للإشارة إلى شوفينية الرجال (بالإنجليزية: male chauvinism)‏، والتي تشير إلى الاعتقاد بأن الذكور يتفوقونَ على الإناث. كذلك الأمر بِالنسبة للإناث شوفينية النساء (بالإنجليزية: female chauvinism)‏ اللاتي يعتقدن أن الإناث أعلى من الذكور.